# Going Some (film 1920)
Going Some è un film muto del 1920 diretto da Harry Beaumont. Distribuito da Samuel Goldwyn, aveva come interpreti Cullen Landis, Helen Ferguson, Lillian Hall, Lillian Langdon, Kenneth Harlan, Ethel Grey Terry, Willard Louis, Walter Hiers.

La sceneggiatura di Laurence Trimble si basa sull'omonimo lavoro teatrale di Rex Beach e Paul Armstrong andato in scena a New York il 12 aprile 1909.

## Trama

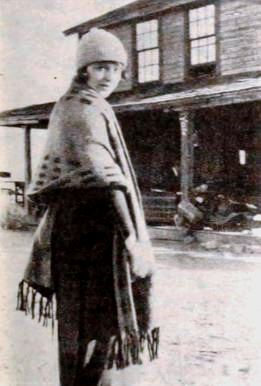
Helen Ferguson durante la lavorazione del film

Vedendo l'adorazione che circonda il suo amico Culver Covington, star dell'atletica, il suo amico J. Wallingford Speed decide di attirare l'attenzione di Helen fingendo di essere anche lui un corridore. Nel frattempo, Roberta Keap, in attesa del divorzio dal marito Donald, si ritira nel West, nel proprio ranch, in compagnia di un gruppo di amici tra i quali si trovano Wallingford e Helen. Suo marito, allora, si stabilisce nel vicino ranch Gallagher. Tra le due tenute si determina ben presto un clima di rivalità e Helen persuade Wallingford a sfidare la fattoria di Keap in una corsa. Le cose cominciano a farsi però un po' troppo serie quando sia Roberta che la signora Gallagher puntano ognuna la propria proprietà sul risultato della gara. Il campione di Keap però si azzoppa un piede e va a finire che Wallingford riesce ad arrivare primo al traguardo, vincendo sia la corsa che il cuore e l'amore di Helen, mentre Roberta e Donald, riconciliati, mettono da parte la loro decisione di divorziare.

## Produzione
Il film fu prodotto dalla Eminent Authors Pictures Inc.

## Distribuzione
Il copyright del film, richiesto da Rex Beach, fu registrato il 19 giugno 1920 con il numero LP15287.

Distribuito dalla Goldwyn Distributing Company e presentato da Rex Beach e Samuel Goldwyn, il film uscì nelle sale statunitensi nel luglio 1920. In Svezia prese il titolo Mästerlöparen.
Non si conoscono copie ancora esistenti della pellicola che viene considerata presumibilmente perduta.